# Natascha Chamuleau
Natascha Chamuleau (1975) is een Nederlandse digitale media-manager en algemeen directeur voor Snap Inc. in de Benelux. Hiervoor had ze leidinggevende functies bij WeTransfer, Facebook, eBay en Marktplaats.

## Loopbaan
De vader van Chamuleau was een detective. Ze leerde van hem hoe met mensen om te gaan. Zij volgde culturele antropologie aan de Katholieke Universiteit Nijmegen, maar maakte deze studie niet af. Naar eigen zeggen vond ze het psychologische gedeelte erg interessant, maar ze was meer commercieel georiënteerd.
Eind jaren 1990 rolde ze de wereld van digitale media in, waar ze met fax en fietskoeriers begon. Het digitale media-vak leerde ze autodidactisch. Ze begon haar carrière bij Marktplaats, waar zij ervaring opdeed met strategisch ondernemen en klantgericht werken binnen de destijds snelgroeiende markt voor tweedehands goederen. Vervolgens trad zij in dienst bij Facebook en Instagram, waar zij zich specialiseerde in digitale marketing en personal branding. Daarna vervulde zij een leidinggevende functie bij WeTransfer, waar zij zich richtte op de verdere ontwikkeling van de zakelijke strategie van het bedrijf.
Sinds 2023 is zij actief bij Snap Inc., het moederbedrijf van Snapchat, waar zij haar expertise in digitale media verder inzet.

## Visuele communicatie
Volgens Chamuleau is visuele communicatie een blijvend en universeel krachtig middel. Ze benadrukt dat beeldtaal mensen met elkaar verbindt, ongeacht hun taal of locatie. Ze stelt dat deze manier van communiceren de kern vormt van hoe we ons uitdrukken en met elkaar in contact staan.
Chamuleau ziet augmented reality (AR) als een belangrijke toevoeging aan visuele communicatie, het is volgens haar het sterkste wapen van Snapchat. Met AR-lenzen kunnen gebruikers niet alleen plezier maken of zich creatief uitdrukken, maar ook praktische handelingen verrichten, zoals het volgen van een workout, het opdoen van nieuwe kennis en online winkelen: mensen kunnen bijvoorbeeld virtueel kleding, sieraden of elektronica uitproberen voordat ze een aankoop doen. Dit leidt tot minder retourzendingen, wat goed is voor zowel het bedrijf en het milieu.
Een ander belangrijk aspect in Chamuleau's visie is privacy. Snapchat verschilt volgens haar van andere sociale media doordat gebruikers alleen content delen met mensen die ze zelf hebben toegevoegd. Er zijn geen publieke likes of comments, wat de sociale druk vermindert. Ook is zichtbaar wanneer iemand een bericht of foto opslaat, waardoor de communicatie transparanter wordt.
Chamuleau merkt bovendien op dat voor jongeren de grens tussen online en offline steeds verder vervaagt. Snapchat speelt hierop in door digitale communicatie persoonlijker en interactiever te maken, zonder de druk van publieke beoordeling. Volgens haar ontstaat zo een natuurlijke, bijna moeiteloos contact, waarin mensen zichzelf kunnen zijn.